# Politique en Estonie
La politique en Estonie repose sur un modèle d'État de république démocratique parlementaire. Le régime parlementaire de l'Estonie est composée du Riigikogu, une assemblée où la majorité de 51 députés (sur 101) est parfois difficile à obtenir, et ce, depuis le retour à l'indépendance du pays. Le chef de l'État est le président, alors que le chef du gouvernement est le Premier ministre.

## Exécutif

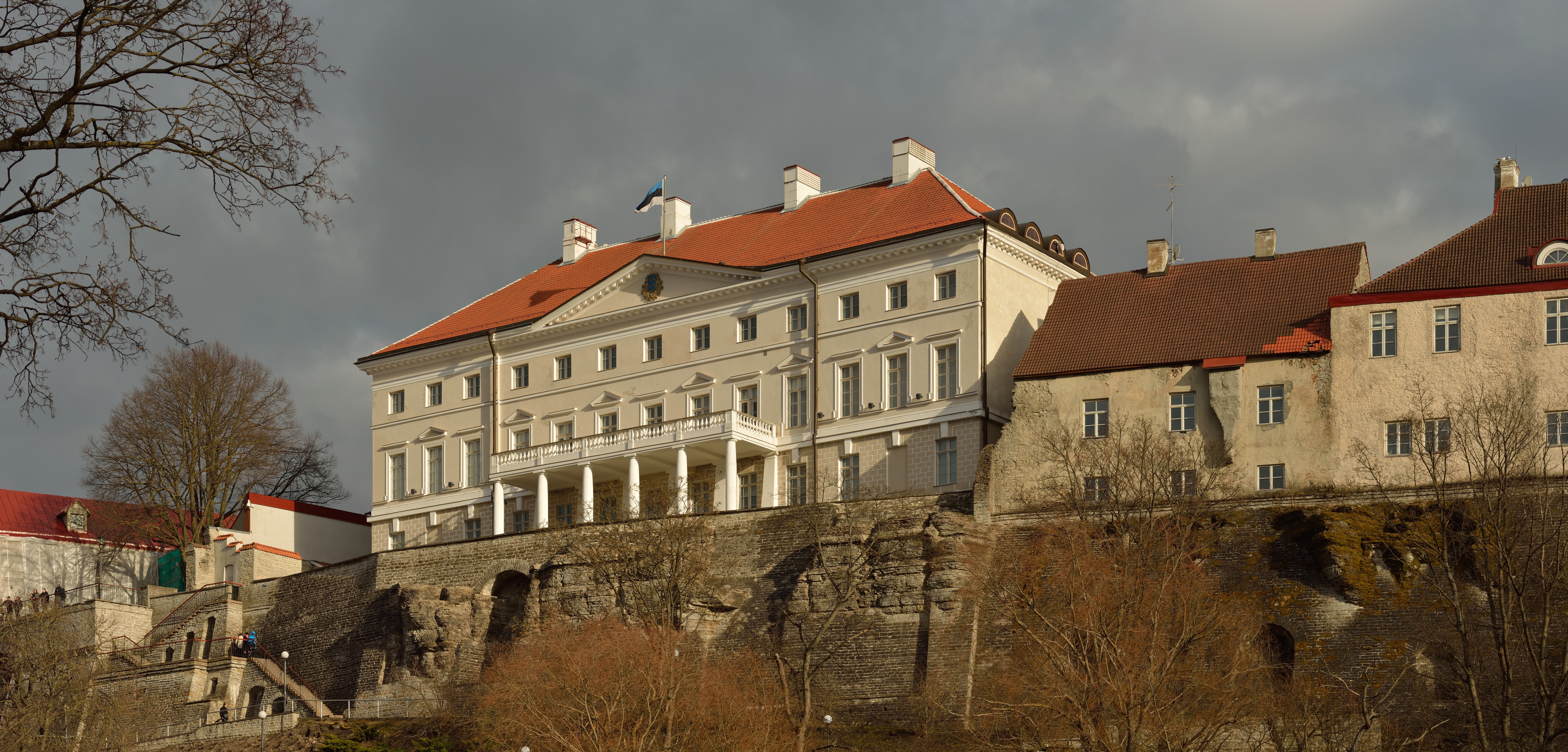
La maison Stenbock, construite en 1792 à Tallinn, siège officiel du gouvernement de l'Estonie.

### Président
Le président de la république d'Estonie est élu par le parlement pour une période de cinq ans. Si personne ne parvient à obtenir la majorité des deux tiers après trois tours de vote, une assemblée électorale composée du Parlement et de membres des gouvernements locaux se réunit. Elle élit le président en choisissant entre les deux candidats ayant eu le plus de votes au Parlement.
Le président actuel est Alar Karis, en fonction depuis le 11 octobre 2021.

### Gouvernement
La Constitution définit les domaines réservés au gouvernement :     
- Met en œuvre la politique intérieure et étrangère ;
- Dirige et coordonne l’activité des services du gouvernement ;
- Organise l’exécution des lois, des arrêtés du Riigikogu et des actes du Président de la République ;
- Présente des projets de loi au Riigikogu et les traités internationaux pour ratification ou dénonciation ;
- Élabore le projet de loi du budget de l’État ;
- Organise l’exécution du budget et présente le compte-rendu de l’exécution du budget ;
- Organise les relations avec les États étrangers.

#### Nomination du gouvernement
Le président de la République nomme le Premier ministre qui forme ensuite son gouvernement. Si le candidat désigné par le  président n’obtient pas la majorité de suffrages exprimés par le Riigikogu, ou est incapable de former un gouvernement (la Constitution permet au Président deux nominations), le droit de présenter un candidat à la fonction de Premier ministre revient alors au Riigikogu.
Le Premier ministre désigne les ministres qui ensuite sont nommés par le président avant de prêter serment devant le Riigikogu. La fonction de ministre est incompatible avec celle de député. Le ministre peut être sans affiliation politique. Néanmoins, la sélection du Premier ministre, la formation du gouvernement et le succès du programme législatif dépend du Parlement.
Le gouvernement doit démissionner en cas de démission ou décès du Premier ministre, vote de défiance du Riigikogu vis-à-vis du Gouvernement ou du Premier ministre, la réunion d’une nouvelle législature du Riigikogu.
Les premières élections législatives depuis la restauration de l’indépendance après le régime soviétique ont eu lieu en septembre 1992.

## Législatif
Les Estoniens élisent les 101 membres de leur parlement (Riigikogu) tous les quatre ans, au système de la représentation proportionnelle. Seuls les citoyens estoniens de plus de 18 ans peuvent participer aux élections législatives. Un parti politique doit obtenir 5 % des voix pour être représenté au parlement. Le Président demande au parti qui a obtenu le plus de suffrages de former le nouveau gouvernement.

## Représentation au Parlement européen
L'Estonie dispose de six députés au Parlement européen, soit le même nombre que le Luxembourg, nettement moins peuplé.
Les représentants de l'Estonie ont été élus pour la première fois en juin 2004 :
- la participation électorale n'a atteint que 26,7 %, une des plus basses de l'Union européenne ;
- le parti Res Publica de l'ancien Premier ministre Juhan Parts n'obtient aucun siège (6,66 %) ;
- il a été défait par le Parti social-démocrate (SDE) qui, il y a peu, n'osait pas s'afficher sous ce nom (mais se faisait appeler Modérés) de peur d'être associé aux communistes. Ce dernier a remporté trois des six sièges (la moitié) attribués à l'Estonie avec un peu plus du tiers des voix (36,79 %) ;
- trois autres partis, le Parti du Centre (17,53 %), le Parti de la réforme (12,22 %) et l'Union de la patrie (10,5 %) ont obtenu un siège chacun ;
- malgré ses 8,05 %, le parti de centre-droit agrarien, l'Union du peuple, est victime du quotient électoral et n'obtient aucun siège.
- Résultats aux élections européennes de 2004

## Minorités
Une importante minorité, pour l'essentiel russophone, réside en Estonie où elle constitue entre un cinquième et un quart de la population. Elle n'est ni représentée au Parlement ni au Gouvernement.
Le Comité des ministres du Conseil de l'Europe a adopté le 13 juin 2002 une résolution concernant ces minorités et leur protection, dont voici  un extrait essentiel :
- Résolution ResCMN(2002)8 sur la mise en œuvre de la Convention-cadre pour la protection des minorités nationales par l’Estonie

Le Comité des ministres, en vertu des articles 24 à 26 de la Convention-cadre pour la protection des minorités nationales [adopte la résolution suivante] :
- l'Estonie a déployé des efforts pour mettre en œuvre la Convention-cadre et améliorer le dialogue interculturel en Estonie. Elle a en particulier accordé une attention croissante à l'intégration des personnes appartenant à des minorités nationales, y compris par le biais du Programme national d'intégration.
- la protection des minorités nationales n'est pas toujours traitée de manière appropriée dans le processus législatif et la pratique administrative. En dépit de certaines améliorations récentes dans la législation pertinente, il subsiste des insuffisances quant à l'utilisation des langues minoritaires, y compris en ce qui concerne les affichages privés exposés à la vue du public.
- certaines des initiatives prises pour protéger les minorités nationales, comme la loi sur l'autonomie culturelle des minorités nationales, contiennent des éléments qui ne sont pas particulièrement adaptés à la situation actuelle des minorités en Estonie. Il convient donc de les réviser ou de les remplacer afin de les rendre efficaces à l’égard de toutes les minorités concernées.
- des efforts supplémentaires sont nécessaires pour promouvoir le processus de naturalisation, compte tenu du fait que le nombre d'apatrides demeure élevé [au moins 10 % de la population, en forte baisse depuis l'intégration à l'Union européenne].

## Financement des partis politiques
Les partis politiques reçoivent peu de financements publics et se financent essentiellement auprès des entreprises privés, ce qui induit des inégalités, certains rencontrant plus de difficultés que d'autres à séduire les entreprises en fonction de leurs programmes.